# Гломерул
Гломерул (гломерули) јесу мрежа малих крвних судова (капилара) познатих као чуперак, који се налази на почетку нефрона у бубрегу. Сваки од два бубрега садржи око милион нефрона. Структурно је подржан мезангијумом (простор између крвних судова), састављен од интрагломеруларних мезангијалних ћелија. Крв се филтрира кроз капиларне зидове овог чуперка кроз баријеру процесом гломеруларне филтрације, која предаје филтрат воде и растворљивих супстанци врећици налик чаши познатој као Бауманова капсула. Филтрат затим улази у бубрежни тубул нефрона,
Гломерул се снабдева крвљу из аферентне артериоле бубрежне артеријске циркулације. За разлику од већине капиларних лежишта, гломеруларни капилари излазе у еферентне артериоле, а не у венуле. Отпор еферентних артериола узрокује довољан хидростатички притисак унутар гломерула да обезбеди силу за ултрафилтрацију.
Гломерул и Бауманова капсула која га окружује чине бубрежно телешце, основну филтрациону јединицу бубрега. Брзина којом се крв филтрира кроз све гломеруле, и којом се мери укупне функције бубрега, је брзина гломеруларне филтрације.

## Историја
Године 1666, италијански биолог и анатом Марчело Малпиги је први описао гломеруле и показао њихов континуитет са бубрежном васкуларном жилом. 
Отприлике 200 година касније, хирург и анатом Вилијам Боумен је детаљно разјаснио капиларну архитектуру гломерула и континуитет између његове околне капсуле и проксималног тубула.

## Галерија
- Scanning electron microscope image of a glomerulus in a mouse (1000x magnification)
- Scanning electron microscope image of a glomerulus in a mouse (5000x magnification)
- Scanning electron microscope image of a glomerulus in a mouse (10,000x magnification)
- Looped capillaries of glomerulus between the arterioles